# Brandon Harvey
Brandon Harvey (Estados Unidos, 13 de junio de 2002) es un jugador profesional estadounidense de rugby que se desempeña en la posición de pilar izquierdo en San Diego Legion, equipo perteneciente a la liga Major League Rugby.

## Carrera
En 2021, Harvey se unió al equipo Cardiff Met RFC (2021-2023), después pasó a San Diego Legion, disputando su primera temporada en la Major League Rugby. También fue parte de la Selección juvenil de rugby de Estados Unidos.